# Rhopalosetia phlyctaenopa
Rhopalosetia phlyctaenopa is een vlinder uit de familie van de Copromorphidae. De wetenschappelijke naam van de soort is voor het eerst geldig gepubliceerd in 1926 door Meyrick.